# Ayawasi Airport
Ayawasi Airport är en flygplats i Indonesien.   Den ligger i provinsen Papua, i den östra delen av landet, 2 900 km öster om huvudstaden Jakarta. Ayawasi Airport ligger 562 meter över havet.
Terrängen runt Ayawasi Airport är platt åt nordväst, men åt sydost är den kuperad. Runt Ayawasi Airport är det mycket glesbefolkat, med 3 invånare per kvadratkilometer. I omgivningarna runt Ayawasi Airport växer i huvudsak städsegrön lövskog.